# Josef Zumbühl (Politiker, 1868)
Josef Zumbühl (* 8. Juni 1868 in Wolfenschiessen; † 15. September 1932 ebenda) war ein Schweizer Politiker. Von 1910 bis 1925 gehörte er als Vertreter der Konservativen dem Regierungsrat des Kantons Nidwalden an.

## Leben
Der Sohn des Landwirts und Richters Anton Josef (Toni genannt) und der Josefa Christen wurde auf dem Hof Uechtern in Wolfenschiessen geboren. Er besuchte die Grundschule Wolfenschiessen. Als Erwachsener erwarb Zumbühl den Hof Brunnifeld in Wolfenschiessen.
1898, im Alter von 30 Jahren, wurde Zumbühl Waisenvogt von Wolfenschiessen. Er war zudem Mitglied der Verwaltung des Klosters Maria-Rickenbach. Später wurde er sogar Kapellvogt des dortigen Gotteshauses. Seine politische Karriere startete im Jahr 1901. Da wurde er Mitglied des Kirchenrats und Gemeinderat. Vier Jahre später war er Kirchmeier (Präsident des Kirchenrats) und Gemeindepräsident von Wolfenschiessen.
Auf kantonaler Ebene wurde Josef Zumbühl 1901 Ratsherr im Landrat. Das Amt eines Oberrichters trat er 1906 an. An der Landsgemeinde des Jahres 1910 wurde er Regierungsrat des Kantons Nidwalden. Er blieb bis 1925 Mitglied der Nidwaldner Regierung und amtete als Leiter der Bankdirektion. Später war er für das Bauwesen und die Finanzen zuständig. Kaum im Amt, zog ein schweres Unwetter über Nidwalden und es kam zu Überschwemmungen. Deshalb war Zumbühl sehr engagiert beim Hochwasserschutz. Josef Zumbühl leitete 1914 den Bau einer neuen Achereggbrücke, die Nidwalden mit dem Rest der Welt verband.
Josef Zumbühl heiratete am 11. Oktober 1895 in Wolfenschiessen die Engelbergerin Marie Häcki. Aus dieser Ehe stammen vier Kinder (drei Söhne und eine Tochter). Zumbühl übte zahlreiche Ämter aus im Bauernverband, bei den Alpgenossen, im Heimatschutz, in der Kantonalbank und auf politischer Ebene als Vizepräsident der Nidwaldner Konservativen und im Zentralkomitee (Vorstand) der Konservativen auf Landesebene.
Sein älterer Bruder Anton Zumbühl war Ständerat und ebenfalls Regierungsrat und sein jüngerer Bruder Alois Zumbühl gehörte ebenfalls der Nidwaldner Regierung an. Alle drei Söhne waren auf Gemeindeebene und im Kanton politisch tätig. Josef Zumbühl war Landrat und Gemeinderat, Alois Zumbühl Gemeinderat und Landratspräsident und Ferdinand Zumbühl Landrat und Gemeinderat.

## Quelle
- Neues Stammbuch. Band IX, Zumbühl II, 23 (5) (Seite 18).